# Franciszek Klause
Franciszek Klause (ur. 1 lutego 1900 w Berlinie, zm. 28 grudnia 1958) – polski polityk i działacz sportowy związany z Poznaniem, wiceprezydent miasta (1946–1950).

## Życiorys
Z zawodu był urzędnikiem bankowym. Uczestnik powstania wielkopolskiego, a następnie w wojnie polsko-bolszewickiej w wojsku polskiem pozostał do marca 1924.  Działał społecznie w związkach sportowych, był m.in. członkiem KK "Pogoń". W latach 1930–1934 stał na czele Polskiego Związku Kręglarskiego. Zmobilizowany do wojska ponownie w sierpniu 1939 w stopniu porucznika w czasie obrony Warszawy 29 września 1939  dostał się do niewoli, do 1945 przebywał w oflagu w Woldenbergu. W okresie 1945–1950 sprawował mandat radnego Miejskiej Rady Narodowej w Poznaniu, będąc jednocześnie wiceprezydentem miasta (1946–1950). W 1956 przeszedł na rentę inwalidzką. Oznaczony był Medalem Niepodległości, Wielkopolskim Krzyżem Powstańczym, Medalem za Wojnę 1918–1921 oraz Medalem Dziesięciolecia Odzyskanej Niepodległości
Pochowany został na Cmentarzu Górczyńskim w Poznaniu. W styczniu 2010, po śmierci jego córki, decyzją wnuczki, jego zwłoki zostały przeniesione do grobowca rodzinnego na Cmentarzu Junikowskim w Poznaniu.